# Rallycross di Svezia 2020
Il Rallycross di Svezia 2020, ufficialmente denominato Swecon RX of Sweden 2020, è stata l'edizione 2020 del Rallycross di Svezia. La manifestazione si è svolta il 22 e il 23 agosto sul circuito del Höljesbanan a Höljes, villaggio situato in territorio di Torsby all'estremo nord della contea di Värmland, ed era valida come prima e seconda prova del campionato del mondo rallycross 2020 e come prima del Campionato europeo rallycross 2020.
L'evento del World RX si componeva di due gare, entrambe valide per il campionato mondiale. Nella prima la categoria Supercar venne vinta dal pilota di casa Johan Kristoffersson alla guida di una VW Polo GTI RX del team Kristoffersson Motorsport mentre nella seconda il successo andò al connazionale Mattias Ekström, su Audi S1 RX Quattro della scuderia KYB Team JC. In gara 1 si ebbe inoltre il debutto della categoria Projekt E, dedicata alle vetture propulsione totalmente elettrica, dove si impose lo statunitense Ken Block su Ford Fiesta ERX.
Nella gara valida per l'Euro RX, disputatasi sabato 22 agosto, primeggiò invece lo svedese Oliver Eriksson alla guida di una Ford Fiesta.

## Risultati

### World RX - Gara 1

#### Classifica finale
| Categoria Supercar  | Categoria Supercar | Categoria Supercar   | Categoria Supercar | Categoria Supercar              | Categoria Supercar | Categoria Supercar | Categoria Supercar | Categoria Supercar | Categoria Supercar | Categoria Supercar | Categoria Supercar | Categoria Supercar |
| Pos.                | N°                 | Pilota               | Auto               | Squadra                         | Qualificazioni     | Qualificazioni     | Semifinali         | Semifinali         | Semifinali         | Finale             | Finale             | PC                 |
| Pos.                | N°                 | Pilota               | Auto               | Squadra                         | Pos.               | Punti              | SF1                | SF2                | Punti              | Pos.               | Punti              | PC                 |
| ------------------- | ------------------ | -------------------- | ------------------ | ------------------------------- | ------------------ | ------------------ | ------------------ | ------------------ | ------------------ | ------------------ | ------------------ | ------------------ |
| 1                   | 3                  | Johan Kristoffersson | VW Polo GTI RX     | Kristoffersson Motorsport       | 1º                 | 16                 | 1º                 | –                  | 6                  | 1º                 | 8                  | 30                 |
| 2                   | 5                  | Mattias Ekström      | Audi S1 RX Quattro | KYB Team JC                     | 2º                 | 15                 | –                  | 1º                 | 6                  | 2º                 | 5                  | 26                 |
| 3                   | 44                 | Timo Scheider        | SEAT Ibiza RX      | ALL-INKL.COM Münnich Motorsport | 8º                 | 9                  | –                  | 3º                 | 4                  | 3º                 | 4                  | 17                 |
| 4                   | 68                 | Niclas Grönholm      | Hyundai i20 WRX    | GRX Taneco                      | 7º                 | 10                 | 2º                 | –                  | 5                  | 4º                 | 3                  | 18                 |
| 5                   | 92                 | Anton Marklund       | GCK Mégane R.S. RX | GCK Bilstein                    | 3º                 | 14                 | 3º                 | –                  | 4                  | 5º                 | 2                  | 20                 |
| 6                   | 1                  | Timmy Hansen         | Peugeot 208 WRX    | Team Hansen                     | 4º                 | 13                 | –                  | 2º                 | 5                  | 6º                 | 1                  | 19                 |
| 7                   | 4                  | Robin Larsson        | Audi S1 RX Quattro | KYB Team JC                     | 5º                 | 12                 | 4º                 | –                  | 3                  | nq                 | nq                 | 15                 |
| 8                   | 9                  | Kevin Hansen         | Peugeot 208 WRX    | Team Hansen                     | 6º                 | 11                 | –                  | 5º                 | 2                  | nq                 | nq                 | 13                 |
| 9                   | 123                | Krisztián Szabó      | Hyundai i20 WRX    | GRX Set                         | 9º                 | 8                  | 5º                 | –                  | 2                  | nq                 | nq                 | 10                 |
| 10                  | 93                 | Sebastian Eriksson   | Honda Civic Coupe  | Olsbergs MSE                    | 10º                | 7                  | –                  | 4º                 | 3                  | nq                 | nq                 | 10                 |
| 11                  | 14                 | Rokas Baciuška       | GCK Clio R.S. RX   | GCK UNKORRUPTED                 | 11º                | 6                  | 6º                 | –                  | 1                  | nq                 | nq                 | 7                  |
| 12                  | 7                  | Timur Timerzjanov    | Hyundai i20 WRX    | GRX Taneco                      | 12º                | 5                  | –                  | 6º                 | 1                  | nq                 | nq                 | 6                  |
| 13                  | 13                 | Andreas Bakkerud     | GCK Mégane R.S. RX | Monster Energy GCK RX Cartel    | 13º                | 4                  | nq                 | nq                 | nq                 | nq                 | nq                 | 4                  |
| 14                  | 77                 | René Münnich         | SEAT Ibiza RX      | ALL-INKL.COM Münnich Motorsport | 14º                | 3                  | nq                 | nq                 | nq                 | nq                 | nq                 | 3                  |
| 15                  | 11                 | Jani Paasonen        | Ford Fiesta MK6    | Ferratum Team                   | 15º                | 2                  | nq                 | nq                 | nq                 | nq                 | nq                 | 2                  |
| 16                  | 36                 | Guerlain Chicherit   | GCK Clio R.S. RX   | GCK UNKORRUPTED                 | 16º                | 1                  | nq                 | nq                 | nq                 | nq                 | nq                 | 1                  |
| NC                  | 33                 | Liam Doran           | GCK Mégane R.S. RX | Monster Energy GCK RX Cartel    | 17º                | 0                  | nq                 | nq                 | nq                 | nq                 | nq                 | 0                  |
|                     |                    |                      |                    |                                 |                    |                    |                    |                    |                    |                    |                    |                    |
| Categoria Projekt E |                    |                      |                    |                                 |                    |                    |                    |                    |                    |                    |                    |                    |
| Pos.                | N°                 | Pilota               | Auto               | Squadra                         | Qualificazioni     | Qualificazioni     | Semifinali         | Semifinali         | Semifinali         | Finale             | Finale             | PC                 |
| Pos.                | N°                 | Pilota               | Auto               | Squadra                         | Pos.               | Punti              | SF1                | SF2                | Punti              | Pos.               | Punti              | PC                 |
| 1                   | 43                 | Ken Block            | Ford Fiesta ERX    | Hoonigan Racing                 | 1º                 | 16                 | nd                 | nd                 | nd                 | 1º                 | 8                  | 24                 |
| 2                   | 41                 | Natalie Barratt      | Ford Fiesta ERX    | Natalie Barratt                 | 3º                 | 14                 | nd                 | nd                 | nd                 | 2º                 | 5                  | 19                 |
| 3                   | 21                 | Hermann Neubauer     | Ford Fiesta ERX    | Hermann Neubauer                | 2ª                 | 15                 | nd                 | nd                 | nd                 | 3ª                 | 4                  | 19                 |

#### Qualificazioni
| Categoria Supercar  | Categoria Supercar | Categoria Supercar   | Categoria Supercar | Categoria Supercar              | Categoria Supercar | Categoria Supercar | Categoria Supercar | Categoria Supercar | Categoria Supercar | Categoria Supercar |
| Pos.                | N°                 | Pilota               | Auto               | Squadra                         | Q1                 | Q2                 | Q3                 | Q4                 | PQ                 | Punti              |
| ------------------- | ------------------ | -------------------- | ------------------ | ------------------------------- | ------------------ | ------------------ | ------------------ | ------------------ | ------------------ | ------------------ |
| 1                   | 3                  | Johan Kristoffersson | VW Polo GTI RX     | Kristoffersson Motorsport       | 50 (1º)            | 38 (6º)            | 50 (1º)            | nd                 | 138                | 16                 |
| 2                   | 5                  | Mattias Ekström      | Audi S1 RX Quattro | KYB Team JC                     | 45 (2º)            | 50 (1º)            | 36 (8º)            | nd                 | 131                | 15                 |
| 3                   | 92                 | Anton Marklund       | GCK Mégane R.S. RX | GCK Bilstein                    | 39 (5º)            | 45 (2º)            | 40 (4º)            | nd                 | 124                | 14                 |
| 4                   | 1                  | Timmy Hansen         | Peugeot 208 WRX    | Team Hansen                     | 36 (8º)            | 39 (5º)            | 45 (2º)            | nd                 | 120                | 13                 |
| 5                   | 4                  | Robin Larsson        | Audi S1 RX Quattro | KYB Team JC                     | 42 (3º)            | 40 (4º)            | 37 (7º)            | nd                 | 119                | 12                 |
| 6                   | 9                  | Kevin Hansen         | Peugeot 208 WRX    | Team Hansen                     | 38 (6º)            | 37 (7º)            | 42 (3º)            | nd                 | 117                | 11                 |
| 7                   | 68                 | Niclas Grönholm      | Hyundai i20 WRX    | GRX Taneco                      | 34 (1º)            | 42 (3º)            | 38 (6º)            | nd                 | 114                | 10                 |
| 8                   | 44                 | Timo Scheider        | SEAT Ibiza RX      | ALL-INKL.COM Münnich Motorsport | 40 (4º)            | 36 (8º)            | 33 (11º)           | nd                 | 109                | 9                  |
| 9                   | 123                | Krisztián Szabó      | Hyundai i20 WRX    | GRX Set                         | 35 (9º)            | 33 (11º)           | 39 (5º)            | nd                 | 107                | 8                  |
| 10                  | 93                 | Sebastian Eriksson   | Honda Civic Coupe  | Olsbergs MSE                    | 37 (7º)            | 35 (9º)            | 35 (9º)            | nd                 | 107                | 7                  |
| 11                  | 14                 | Rokas Baciuška       | GCK Clio R.S. RX   | GCK UNKORRUPTED                 | 32 (12º)           | 34 (10º)           | 31 (13º)           | nd                 | 97                 | 6                  |
| 12                  | 7                  | Timur Timerzjanov    | Hyundai i20 WRX    | GRX Taneco                      | 26 (17º)           | 32 (12º)           | 34 (10º)           | nd                 | 92                 | 5                  |
| 13                  | 13                 | Andreas Bakkerud     | GCK Mégane R.S. RX | Monster Energy GCK RX Cartel    | 30 (14º)           | 30 (14º)           | 32 (12º)           | nd                 | 92                 | 4                  |
| 14                  | 77                 | René Münnich         | SEAT Ibiza RX      | ALL-INKL.COM Münnich Motorsport | 31 (13º)           | 31 (13º)           | 26 (16º)           | nd                 | 88                 | 3                  |
| 15                  | 11                 | Jani Paasonen        | Ford Fiesta MK6    | Ferratum Team                   | 29 (15º)           | 29 (15º)           | 29 (15º)           | nd                 | 87                 | 2                  |
| 16                  | 36                 | Guerlain Chicherit   | GCK Clio R.S. RX   | GCK UNKORRUPTED                 | 28 (16º)           | 28 (16º)           | 30 (14º)           | nd                 | 86                 | 1                  |
| 17                  | 33                 | Liam Doran           | GCK Mégane R.S. RX | Monster Energy GCK RX Cartel    | 33 (14º)           | 0 (DNS)            | 0 (DNS)            | nd                 | 0                  | 0                  |
|                     |                    |                      |                    |                                 |                    |                    |                    |                    |                    |                    |
| Categoria Projekt E |                    |                      |                    |                                 |                    |                    |                    |                    |                    |                    |
| Pos.                | N°                 | Pilota               | Auto               | Squadra                         | Q1                 | Q2                 | Q3                 | Q4                 | PQ                 | Punti              |
| 1                   | 43                 | Ken Block            | Ford Fiesta ERX    | Hoonigan Racing                 | 50 (1º)            | 45 (2º)            | 50 (1º)            | 50 (1º)            | 195                | 16                 |
| 2                   | 21                 | Hermann Neubauer     | Ford Fiesta ERX    | Hermann Neubauer                | 42 (3º)            | 50 (1º)            | 45 (2º)            | 42 (3º)            | 179                | 15                 |
| 3                   | 41                 | Natalie Barratt      | Ford Fiesta ERX    | Natalie Barratt                 | 45 (2ª)            | 42 (3ª)            | 40 (3ª - DNF)      | 45 (2ª)            | 172                | 14                 |

Legenda:
|  | Qualificato al turno successivo |

#### Semifinali
| Categoria Supercar - Semifinale 1 | Categoria Supercar - Semifinale 1 | Categoria Supercar - Semifinale 1 | Categoria Supercar - Semifinale 1 | Categoria Supercar - Semifinale 1 | Categoria Supercar - Semifinale 1 | Categoria Supercar - Semifinale 1 | Categoria Supercar - Semifinale 1 | Categoria Supercar - Semifinale 1 | Categoria Supercar - Semifinale 1 |
| Pos.                              | N°                                | Pilota                            | Auto                              | Squadra                           | Giri/Joker                        | Tempo                             | Distacco                          | Penalità                          | Punti                             |
| --------------------------------- | --------------------------------- | --------------------------------- | --------------------------------- | --------------------------------- | --------------------------------- | --------------------------------- | --------------------------------- | --------------------------------- | --------------------------------- |
| 1                                 | 3                                 | Johan Kristoffersson              | VW Polo GTI RX                    | Kristoffersson Motorsport         | 6/1                               | 4'29"379                          | –                                 | –                                 | 6                                 |
| 2                                 | 68                                | Niclas Grönholm                   | Hyundai i20 WRX                   | GRX Taneco                        | 6/1                               | 4'29"871                          | +0"492                            | –                                 | 5                                 |
| 3                                 | 92                                | Anton Marklund                    | GCK Mégane R.S. RX                | GCK Bilstein                      | 6/1                               | 4'36"281                          | +6"902                            | –                                 | 4                                 |
| 4                                 | 4                                 | Robin Larsson                     | Audi S1 RX Quattro                | KYB Team JC                       | 6/1                               | 4'36"720                          | +7"341                            | +3"000                            | 3                                 |
| 5                                 | 123                               | Krisztián Szabó                   | Hyundai i20 WRX                   | GRX Set                           | 6/1                               | 4'36"740                          | +7"361                            | –                                 | 2                                 |
| 6                                 | 14                                | Rokas Baciuška                    | GCK Clio R.S. RX                  | GCK UNKORRUPTED                   | 3/1                               | 2'27"692                          | +3 giri                           | –                                 | 1                                 |
|                                   |                                   |                                   |                                   |                                   |                                   |                                   |                                   |                                   |                                   |
| Categoria Supercar - Semifinale 2 |                                   |                                   |                                   |                                   |                                   |                                   |                                   |                                   |                                   |
| Pos.                              | N°                                | Pilota                            | Auto                              | Squadra                           | Giri/Joker                        | Tempo                             | Distacco                          | Penalità                          | Punti                             |
| 1                                 | 5                                 | Mattias Ekström                   | Audi S1 RX Quattro                | KYB Team JC                       | 6/1                               | 4'29"361                          | –                                 | –                                 | 6                                 |
| 2                                 | 1                                 | Timmy Hansen                      | Peugeot 208 WRX                   | Team Hansen                       | 6/1                               | 4'30"257                          | +0"896                            | –                                 | 5                                 |
| 3                                 | 44                                | Timo Scheider                     | SEAT Ibiza RX                     | ALL-INKL.COM Münnich Motorsport   | 6/1                               | 4'34"060                          | +4"699                            | –                                 | 4                                 |
| 4                                 | 93                                | Sebastian Eriksson                | Honda Civic Coupe                 | Olsbergs MSE                      | 6/1                               | 4'34"604                          | +5"243                            | –                                 | 3                                 |
| 5                                 | 9                                 | Kevin Hansen                      | Peugeot 208 WRX                   | Team Hansen                       | 6/1                               | 4'35"846                          | +6"485                            | –                                 | 2                                 |
| 6                                 | 7                                 | Timur Timerzjanov                 | Hyundai i20 WRX                   | GRX Taneco                        | 6/1                               | 4'35"981                          | +6"620                            | –                                 | 1                                 |

Legenda:
|  | Qualificato al turno successivo |

#### Finali
| Categoria Supercar | Categoria Supercar | Categoria Supercar   | Categoria Supercar | Categoria Supercar              | Categoria Supercar | Categoria Supercar | Categoria Supercar | Categoria Supercar | Categoria Supercar |
| Pos.               | N°                 | Pilota               | Auto               | Squadra                         | Giri/Joker         | Tempo              | Distacco           | Penalità           | Punti              |
| ------------------ | ------------------ | -------------------- | ------------------ | ------------------------------- | ------------------ | ------------------ | ------------------ | ------------------ | ------------------ |
| 1                  | 3                  | Johan Kristoffersson | VW Polo GTI RX     | Kristoffersson Motorsport       | 6/1                | 5'05"943           | –                  | –                  | 8                  |
| 2                  | 5                  | Mattias Ekström      | Audi S1 RX Quattro | KYB Team JC                     | 6/1                | 5'10"144           | +4"201             | –                  | 5                  |
| 3                  | 44                 | Timo Scheider        | SEAT Ibiza RX      | ALL-INKL.COM Münnich Motorsport | 6/1                | 5'23"698           | +17"755            | –                  | 4                  |
| 4                  | 68                 | Niclas Grönholm      | Hyundai i20 WRX    | GRX Taneco                      | 6/1                | 5'25"362           | +19"419            | –                  | 3                  |
| 5                  | 92                 | Anton Marklund       | GCK Mégane R.S. RX | GCK Bilstein                    | 6/1                | 5'44"078           | +38"135            | +30"000            | 2                  |
| 6                  | 1                  | Timmy Hansen         | Peugeot 208 WRX    | Team Hansen                     | 3/1                | 2'47"265           | +3 giri            | –                  | 1                  |

- Giro più veloce: 49"571 ( Johan Kristoffersson);
- Miglior tempo di reazione: 0"266 ( Niclas Grönholm);
- Miglior giro Joker: 52"258 ( Johan Kristoffersson).

| Categoria Projekt E | Categoria Projekt E | Categoria Projekt E | Categoria Projekt E | Categoria Projekt E | Categoria Projekt E | Categoria Projekt E | Categoria Projekt E | Categoria Projekt E |
| Pos.                | N°                  | Pilota              | Auto                | Squadra             | Giri/Joker          | Tempo               | Distacco            | Punti               |
| ------------------- | ------------------- | ------------------- | ------------------- | ------------------- | ------------------- | ------------------- | ------------------- | ------------------- |
| 1                   | 43                  | Ken Block           | Ford Fiesta ERX     | Hoonigan Racing     | 6/1                 | 4'50"414            | –                   | 8                   |
| 2                   | 41                  | Natalie Barratt     | Ford Fiesta ERX     | Natalie Barratt     | 6/1                 | 5'05"710            | +15"296             | 5                   |
| 3                   | 21                  | Hermann Neubauer    | Ford Fiesta ERX     | Hermann Neubauer    | 6/1                 | 5'16"539            | +26"125             | 4                   |

- Giro più veloce: 47"038 ( Ken Block);
- Miglior tempo di reazione: 0"472 ( Hermann Neubauer);
- Miglior giro Joker: 50"590 ( Ken Block).

### World RX - Gara 2

#### Classifica finale
| Categoria Supercar | Categoria Supercar | Categoria Supercar   | Categoria Supercar | Categoria Supercar              | Categoria Supercar | Categoria Supercar | Categoria Supercar | Categoria Supercar | Categoria Supercar | Categoria Supercar | Categoria Supercar | Categoria Supercar |
| Pos.               | N°                 | Pilota               | Auto               | Squadra                         | Qualificazioni     | Qualificazioni     | Semifinali         | Semifinali         | Semifinali         | Finale             | Finale             | PC                 |
| Pos.               | N°                 | Pilota               | Auto               | Squadra                         | Pos.               | Punti              | SF1                | SF2                | Punti              | Pos.               | Punti              | PC                 |
| ------------------ | ------------------ | -------------------- | ------------------ | ------------------------------- | ------------------ | ------------------ | ------------------ | ------------------ | ------------------ | ------------------ | ------------------ | ------------------ |
| 1                  | 5                  | Mattias Ekström      | Audi S1 RX Quattro | KYB Team JC                     | 2º                 | 15                 | –                  | 2º                 | 5                  | 1º                 | 8                  | 28                 |
| 2                  | 9                  | Kevin Hansen         | Peugeot 208 WRX    | Team Hansen                     | 5º                 | 12                 | 2º                 | 5                  | –                  | 2º                 | 5                  | 22                 |
| 3                  | 3                  | Johan Kristoffersson | VW Polo GTI RX     | Kristoffersson Motorsport       | 1º                 | 16                 | 1º                 | –                  | 6                  | 3º                 | 4                  | 26                 |
| 4                  | 44                 | Timo Scheider        | SEAT Ibiza RX      | ALL-INKL.COM Münnich Motorsport | 8º                 | 9                  | –                  | 3º                 | 4                  | 4º                 | 3                  | 16                 |
| 5                  | 4                  | Robin Larsson        | Audi S1 RX Quattro | KYB Team JC                     | 4º                 | 13                 | –                  | 1º                 | 6                  | 5º                 | 2                  | 21                 |
| 6                  | 13                 | Andreas Bakkerud     | GCK Mégane R.S. RX | Monster Energy GCK RX Cartel    | 3º                 | 14                 | 3º                 | –                  | 4                  | 6º                 | 1                  | 19                 |
| 7                  | 123                | Krisztián Szabó      | Hyundai i20 WRX    | GRX Set                         | 6º                 | 11                 | –                  | 5º                 | 2                  | nq                 | nq                 | 13                 |
| 8                  | 92                 | Anton Marklund       | GCK Mégane R.S. RX | GCK Bilstein                    | 7º                 | 10                 | 5º                 | –                  | 2                  | nq                 | nq                 | 12                 |
| 9                  | 68                 | Niclas Grönholm      | Hyundai i20 WRX    | GRX Taneco                      | 10º                | 7                  | –                  | 4º                 | 3                  | nq                 | nq                 | 10                 |
| 10                 | 7                  | Timur Timerzjanov    | Hyundai i20 WRX    | GRX Taneco                      | 11º                | 6                  | 4º                 | –                  | 3                  | nq                 | nq                 | 9                  |
| 11                 | 1                  | Timmy Hansen         | Peugeot 208 WRX    | Team Hansen                     | 9º                 | 8                  | –                  | DSQ                | 0                  | nq                 | nq                 | 8                  |
| 12                 | 77                 | René Münnich         | SEAT Ibiza RX      | ALL-INKL.COM Münnich Motorsport | 12º                | 5                  | –                  | 6º                 | 1                  | nq                 | nq                 | 6                  |
| 13                 | 36                 | Guerlain Chicherit   | GCK Clio R.S. RX   | GCK UNKORRUPTED                 | 13º                | 4                  | nq                 | nq                 | nq                 | nq                 | nq                 | 4                  |
| 14                 | 14                 | Rokas Baciuška       | GCK Clio R.S. RX   | GCK UNKORRUPTED                 | 14º                | 3                  | nq                 | nq                 | nq                 | nq                 | nq                 | 3                  |
| 15                 | 93                 | Sebastian Eriksson   | Honda Civic Coupe  | Olsbergs MSE                    | 15º                | 2                  | nq                 | nq                 | nq                 | nq                 | nq                 | 2                  |
| 16                 | 11                 | Jani Paasonen        | Ford Fiesta MK6    | Ferratum Team                   | 16º                | 1                  | nq                 | nq                 | nq                 | nq                 | nq                 | 1                  |
| NC                 | 33                 | Liam Doran           | GCK Mégane R.S. RX | Monster Energy GCK RX Cartel    | 17º                | 0                  | nq                 | nq                 | nq                 | nq                 | nq                 | 0                  |

#### Qualificazioni
| Categoria Supercar | Categoria Supercar | Categoria Supercar   | Categoria Supercar | Categoria Supercar              | Categoria Supercar | Categoria Supercar | Categoria Supercar | Categoria Supercar | Categoria Supercar | Categoria Supercar |
| Pos.               | N°                 | Pilota               | Auto               | Squadra                         | Q1                 | Q2                 | Q3                 | Q4                 | PQ                 | Punti              |
| ------------------ | ------------------ | -------------------- | ------------------ | ------------------------------- | ------------------ | ------------------ | ------------------ | ------------------ | ------------------ | ------------------ |
| 1                  | 3                  | Johan Kristoffersson | VW Polo GTI RX     | Kristoffersson Motorsport       | 50 (1º)            | 45 (2º)            | 50 (1º)            | nd                 | 145                | 16                 |
| 2                  | 5                  | Mattias Ekström      | Audi S1 RX Quattro | KYB Team JC                     | 45 (2º)            | 50 (1º)            | 42 (3º)            | nd                 | 137                | 15                 |
| 3                  | 13                 | Andreas Bakkerud     | GCK Mégane R.S. RX | Monster Energy GCK RX Cartel    | 40 (4º)            | 38 (6º)            | 45 (2º)            | nd                 | 123                | 14                 |
| 4                  | 4                  | Robin Larsson        | Audi S1 RX Quattro | KYB Team JC                     | 42 (3º)            | 39 (5º)            | 40 (4º)            | nd                 | 121                | 13                 |
| 5                  | 9                  | Kevin Hansen         | Peugeot 208 WRX    | Team Hansen                     | 39 (5º)            | 42 (3º)            | 39 (5º)            | nd                 | 120                | 12                 |
| 6                  | 123                | Krisztián Szabó      | Hyundai i20 WRX    | GRX Set                         | 34 (10º)           | 37 (7º)            | 38 (6º)            | nd                 | 109                | 11                 |
| 7                  | 92                 | Anton Marklund       | GCK Mégane R.S. RX | GCK Bilstein                    | 32 (12º)           | 40 (4º)            | 37 (7º)            | nd                 | 109                | 10                 |
| 8                  | 44                 | Timo Scheider        | SEAT Ibiza RX      | ALL-INKL.COM Münnich Motorsport | 38 (6º)            | 34 (10º)           | 35 (9º)            | nd                 | 107                | 9                  |
| 9                  | 1                  | Timmy Hansen         | Peugeot 208 WRX    | Team Hansen                     | 31 (13º)           | 35 (9º)            | 36 (8º)            | nd                 | 102                | 8                  |
| 10                 | 68                 | Niclas Grönholm      | Hyundai i20 WRX    | GRX Taneco                      | 37 (7º)            | 32 (12º)           | 33 (11º)           | nd                 | 102                | 7                  |
| 11                 | 7                  | Timur Timerzjanov    | Hyundai i20 WRX    | GRX Taneco                      | 36 (8º)            | 36 (8º)            | 28 (16º)           | nd                 | 100                | 6                  |
| 12                 | 77                 | René Münnich         | SEAT Ibiza RX      | ALL-INKL.COM Münnich Motorsport | 30 (14º)           | 31 (13º)           | 34 (10º)           | nd                 | 95                 | 5                  |
| 13                 | 36                 | Guerlain Chicherit   | GCK Clio R.S. RX   | GCK UNKORRUPTED                 | 33 (11º)           | 30 (14º)           | 31 (13º)           | nd                 | 94                 | 4                  |
| 14                 | 14                 | Rokas Baciuška       | GCK Clio R.S. RX   | GCK UNKORRUPTED                 | 28 (16º)           | 33 (11º)           | 32 (12º)           | nd                 | 93                 | 3                  |
| 15                 | 93                 | Sebastian Eriksson   | Honda Civic Coupe  | Olsbergs MSE                    | 35 (9º)            | 28 (16º)           | 29 (15º)           | nd                 | 92                 | 2                  |
| 16                 | 11                 | Jani Paasonen        | Ford Fiesta MK6    | Ferratum Team                   | 29 (15º)           | 29 (15º)           | 30 (14º)           | nd                 | 88                 | 1                  |
| 17                 | 33                 | Liam Doran           | GCK Mégane R.S. RX | Monster Energy GCK RX Cartel    | 27 (17º)           | 26 (17º - DNF)     | 26 (17º - DNF)     | nd                 | 79                 | 0                  |

Legenda:
|  | Qualificato al turno successivo |

#### Semifinali
| Categoria Supercar - Semifinale 1 | Categoria Supercar - Semifinale 1 | Categoria Supercar - Semifinale 1 | Categoria Supercar - Semifinale 1 | Categoria Supercar - Semifinale 1 | Categoria Supercar - Semifinale 1 | Categoria Supercar - Semifinale 1 | Categoria Supercar - Semifinale 1 | Categoria Supercar - Semifinale 1 | Categoria Supercar - Semifinale 1 |
| Pos.                              | N°                                | Pilota                            | Auto                              | Squadra                           | Giri/Joker                        | Tempo                             | Distacco                          | Penalità                          | Punti                             |
| --------------------------------- | --------------------------------- | --------------------------------- | --------------------------------- | --------------------------------- | --------------------------------- | --------------------------------- | --------------------------------- | --------------------------------- | --------------------------------- |
| 1                                 | 3                                 | Johan Kristoffersson              | VW Polo GTI RX                    | Kristoffersson Motorsport         | 6/1                               | 4'29"694                          | –                                 | –                                 | 6                                 |
| 2                                 | 9                                 | Kevin Hansen                      | Peugeot 208 WRX                   | Team Hansen                       | 6/1                               | 4'31"506                          | +1"812                            | –                                 | 5                                 |
| 3                                 | 13                                | Andreas Bakkerud                  | GCK Mégane R.S. RX                | Monster Energy GCK RX Cartel      | 6/1                               | 4'38"012                          | +8"312                            | –                                 | 4                                 |
| 4                                 | 7                                 | Timur Timerzjanov                 | Hyundai i20 WRX                   | GRX Taneco                        | 6/1                               | 4'38"219                          | +8"525                            | –                                 | 3                                 |
| 5                                 | 92                                | Anton Marklund                    | GCK Mégane R.S. RX                | GCK Bilstein                      | 6/1                               | 4'39"860                          | +10"166                           | –                                 | 2                                 |
| DSQ                               | 1                                 | Timmy Hansen                      | Peugeot 208 WRX                   | Team Hansen                       | 6/1                               | 4'39"372                          | –                                 | –                                 | 0                                 |
|                                   |                                   |                                   |                                   |                                   |                                   |                                   |                                   |                                   |                                   |
| Categoria Supercar - Semifinale 2 |                                   |                                   |                                   |                                   |                                   |                                   |                                   |                                   |                                   |
| Pos.                              | N°                                | Pilota                            | Auto                              | Squadra                           | Giri/Joker                        | Tempo                             | Distacco                          | Penalità                          | Punti                             |
| 1                                 | 4                                 | Robin Larsson                     | Audi S1 RX Quattro                | KYB Team JC                       | 6/1                               | 4'32"380                          | –                                 | –                                 | 6                                 |
| 2                                 | 5                                 | Mattias Ekström                   | Audi S1 RX Quattro                | KYB Team JC                       | 6/1                               | 4'33"140                          | +0"760                            | –                                 | 5                                 |
| 3                                 | 44                                | Timo Scheider                     | SEAT Ibiza RX                     | ALL-INKL.COM Münnich Motorsport   | 6/1                               | 4'34"401                          | +2"021                            | –                                 | 4                                 |
| 4                                 | 68                                | Niclas Grönholm                   | Hyundai i20 WRX                   | GRX Taneco                        | 6/1                               | 4'34"897                          | +2"517                            | –                                 | 3                                 |
| 5                                 | 123                               | Krisztián Szabó                   | Hyundai i20 WRX                   | GRX Set                           | 6/1                               | 4'39"653                          | +7"273                            | +5"000                            | 2                                 |
| 6                                 | 77                                | René Münnich                      | SEAT Ibiza RX                     | ALL-INKL.COM Münnich Motorsport   | 1/1                               | 52"888                            | +5 giri                           | –                                 | 1                                 |

Legenda:
|  | Qualificato al turno successivo |

#### Finale
| Categoria Supercar | Categoria Supercar | Categoria Supercar   | Categoria Supercar | Categoria Supercar              | Categoria Supercar | Categoria Supercar | Categoria Supercar | Categoria Supercar | Categoria Supercar |
| Pos.               | N°                 | Pilota               | Auto               | Squadra                         | Giri/Joker         | Tempo              | Distacco           | Penalità           | Punti              |
| ------------------ | ------------------ | -------------------- | ------------------ | ------------------------------- | ------------------ | ------------------ | ------------------ | ------------------ | ------------------ |
| 1                  | 5                  | Mattias Ekström      | Audi S1 RX Quattro | KYB Team JC                     | 6/1                | 4'28"907           | –                  | –                  | 8                  |
| 6                  | 9                  | Kevin Hansen         | Peugeot 208 WRX    | Team Hansen                     | 6/1                | 4'31"936           | +3"029             | –                  | 5                  |
| 3                  | 3                  | Johan Kristoffersson | VW Polo GTI RX     | Kristoffersson Motorsport       | 6/1                | 4'34"101           | +5"194             | +5"000             | 4                  |
| 4                  | 44                 | Timo Scheider        | SEAT Ibiza RX      | ALL-INKL.COM Münnich Motorsport | 6/1                | 4'38"522           | +9"615             | +5"000             | 3                  |
| 5                  | 4                  | Robin Larsson        | Audi S1 RX Quattro | KYB Team JC                     | 6/1                | 4'39"490           | +10"583            | –                  | 2                  |
| 6                  | 13                 | Andreas Bakkerud     | GCK Mégane R.S. RX | Monster Energy GCK RX Cartel    | 6/1                | 5'00"856           | +31"949            | –                  | 1                  |

- Giro più veloce: 43"030 ( Mattias Ekström);
- Miglior tempo di reazione: 0"397 ( Robin Larsson);
- Miglior giro Joker: 46"836 ( Johan Kristoffersson).

### Euro RX

#### Classifica finale
| Categoria Supercar | Categoria Supercar | Categoria Supercar    | Categoria Supercar | Categoria Supercar              | Categoria Supercar | Categoria Supercar | Categoria Supercar | Categoria Supercar | Categoria Supercar | Categoria Supercar | Categoria Supercar | Categoria Supercar |
| Pos.               | N°                 | Pilota                | Auto               | Squadra                         | Qualificazioni     | Qualificazioni     | Semifinali         | Semifinali         | Semifinali         | Finale             | Finale             | PC                 |
| Pos.               | N°                 | Pilota                | Auto               | Squadra                         | Pos.               | Punti              | SF1                | SF2                | Punti              | Pos.               | Punti              | PC                 |
| ------------------ | ------------------ | --------------------- | ------------------ | ------------------------------- | ------------------ | ------------------ | ------------------ | ------------------ | ------------------ | ------------------ | ------------------ | ------------------ |
| 1                  | 116                | Oliver Eriksson       | Ford Fiesta        | Olsberg MSE                     | 1º                 | 16                 | 1º                 | –                  | 6                  | 1º                 | 8                  | 30                 |
| 2                  | 23                 | Andréa Dubourg        | Peugeot 208 WRX    | -                               | 9º                 | 8                  | 2º                 | –                  | 5                  | 2º                 | 5                  | 18                 |
| 3                  | 8                  | Peter Hedström        | VW Polo RX         | Hedströms Motorsport            | 6º                 | 11                 | –                  | 2º                 | 5                  | 3º                 | 4                  | 20                 |
| 4                  | 3                  | Ben-Philip Gundersen  | Audi S1 RX         | JC Raceteknik                   | 5º                 | 12                 | 3º                 | –                  | 4                  | 4º                 | 3                  | 19                 |
| 5                  | 87                 | Jean-Baptiste Dubourg | Peugeot 208 WRX    | -                               | 2º                 | 15                 | –                  | 1º                 | 6                  | 5º                 | 2                  | 23                 |
| 6                  | 45                 | Pontus Tidemand       | VW Polo RX         | Hedströms Motorsport            | 8º                 | 9                  | –                  | 3º                 | 4                  | 6º                 | 1                  | 14                 |
| 7                  | 69                 | Sondre Evjen          | VW Polo GTI RX     | Kristoffersson Motorsport       | 3º                 | 14                 | 6º                 | –                  | 1                  | nq                 | nq                 | 15                 |
| 8                  | 16                 | Thomas Bryntesson     | VW Polo GTI RX     | TBRX                            | 4º                 | 13                 | DNS                | DNS                | DNS                | nq                 | nq                 | 13                 |
| 9                  | 54                 | Mats Öhman            | Audi S1 RX         | JC Raceteknik                   | 7º                 | 10                 | 4º                 | –                  | 3                  | nq                 | nq                 | 13                 |
| 10                 | 73                 | Tamás Kárai           | Audi S1            | Karai Motorsport Sportegyesület | 10º                | 7                  | –                  | 6º                 | 1                  | nq                 | nq                 | 8                  |
| 11                 | 93                 | Tobias Daarbak        | Ford Fiesta MK6    | Troels Daarbak                  | 11º                | 6                  | 5º                 | –                  | 2                  | nq                 | nq                 | 8                  |
| 12                 | 38                 | Mandie August         | SEAT Ibiza RX      | ALL-INKL.COM Münnich Motorsport | 12º                | 5                  | –                  | 5º                 | 2                  | nq                 | nq                 | 7                  |
| 13                 | 11                 | Aleš Fučík            | VW Polo GTI RX     | KRTZ Motorsport ACCR Czech Team | 13º                | 4                  | –                  | 4º                 | 3                  | nq                 | nq                 | 7                  |
| 14                 | 17                 | Dan Öberg             | VW Scirocco        | MKIVRX                          | 14º                | 3                  | nq                 | nq                 | nq                 | nq                 | nq                 | 3                  |
| 15                 | 74                 | Per Eklund            | VW Beetle          | Eklund Motorsport               | 15º                | 2                  | nq                 | nq                 | nq                 | nq                 | nq                 | 2                  |
| 16                 | 9                  | David Nordgård        | Ford Fiesta        | -                               | 16º                | 1                  | nq                 | nq                 | nq                 | nq                 | nq                 | 1                  |

## Classifiche di campionato
World RX Supercar - piloti
| Pos. | Pilota               | Punti |
| ---- | -------------------- | ----- |
| 1    | Johan Kristoffersson | 56    |
| 2    | Mattias Ekström      | 54    |
| 3    | Robin Larsson        | 36    |
| 4    | Kevin Hansen         | 35    |
| 5    | Timo Scheider        | 33    |
| 6    | Anton Marklund       | 32    |
| 7    | Niclas Grönholm      | 28    |
| 8    | Timmy Hansen         | 27    |
| 9    | Andreas Bakkerud     | 23    |
| 10   | Krisztián Szabó      | 23    |
| 11   | Timur Timerzjanov    | 15    |
| 12   | Sebastian Eriksson   | 12    |
| 13   | Rokas Baciuška       | 10    |
| 14   | René Münnich         | 9     |
| 15   | Guerlain Chicherit   | 5     |
| 16   | Jani Paasonen        | 3     |
| 17   | Liam Doran           | 0     |

World RX Supercar - squadre
| Pos. | Squadra                         | Punti |
| ---- | ------------------------------- | ----- |
| 1    | KYB Team JC                     | 90    |
| 2    | Team Hansen                     | 62    |
| 3    | GRX Taneco                      | 43    |
| 4    | ALL-INKL.COM Münnich Motorsport | 42    |
| 5    | Monster Energy GCK RX Cartel    | 23    |
| 6    | GCK UNKORRUPTED                 | 15    |

World RX Projekt E - piloti
| Pos. | Pilota           | Punti |
| ---- | ---------------- | ----- |
| 1    | Ken Block        | 24    |
| 2    | Natalie Barratt  | 19    |
| 3    | Hermann Neubauer | 19    |

Euro RX Supercar - piloti
| Pos. | Pilota                | Punti |
| ---- | --------------------- | ----- |
| 1    | Oliver Eriksson       | 30    |
| 2    | Jean-Baptiste Dubourg | 23    |
| 3    | Peter Hedström        | 20    |
| 4    | Ben-Philip Gundersen  | 19    |
| 5    | Andréa Dubourg        | 18    |
| 6    | Sondre Evjen          | 15    |
| 7    | Pontus Tidemand       | 14    |
| 8    | Thomas Bryntesson     | 13    |
| 9    | Mats Öhman            | 13    |
| 10   | Tamás Kárai           | 8     |
| 11   | Tobias Daarbak        | 8     |
| 12   | Mandie August         | 7     |
| 13   | Aleš Fučík            | 7     |
| 14   | Dan Öberg             | 3     |
| 15   | Per Eklund            | 2     |
| 16   | David Nordgård        | 1     |